# Grace Alele-Williams

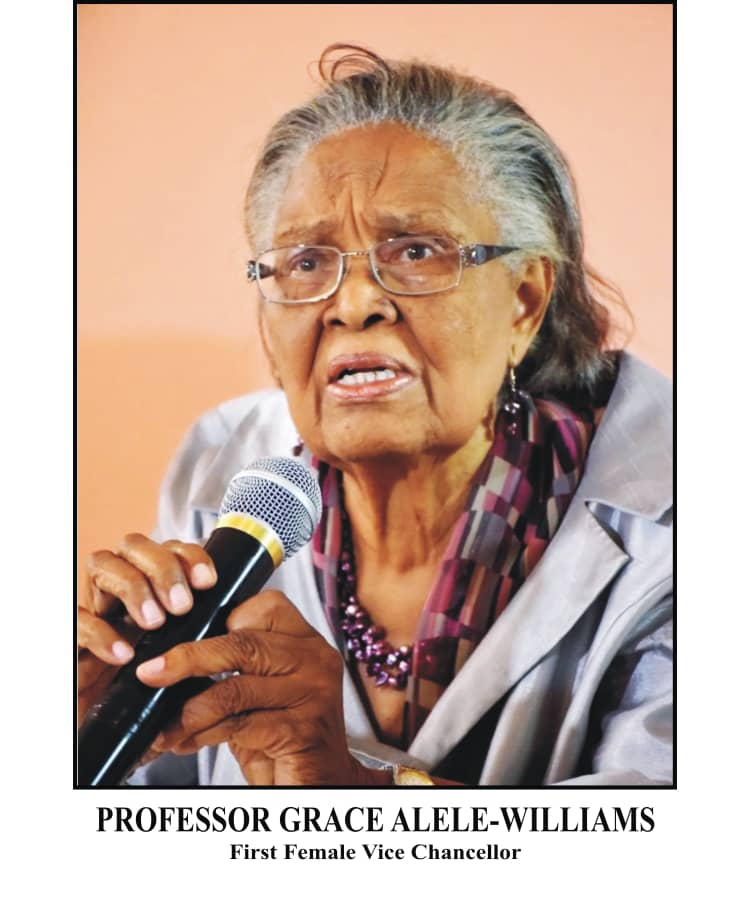

Grace Awani Alele-Williams  (* 16. Dezember 1932 in Warri, Delta Nigeria; † 25. März 2022 in Lagos) war eine nigerianische Mathematikerin und Hochschullehrerin. Sie war die erste Nigerianerin, die promovierte, und die erste Vizekanzlerin einer afrikanischen Universität.

## Leben
Alele-Williams besuchte die Government School in Warri und das Queen’s College in Lagos. Sie studierte an der University of Ibadan und erhielt 1957 einen Master in Mathematik an der Queen’s School Ede im Bundesstaat Osun, Nigeria. An der University of Vermont in Burlington erhielt sie 1959 einen Master in Pädagogik. Nachdem ein USA-Aufenthalt ihr Interesse am Mathematikunterricht geweckt hatte promovierte sie 1963 in Didaktik der Mathematik an der University of Chicago, USA. Sie arbeitete mit dem African Mathematics Program in Newton, Massachusetts, unter der Leitung von MIT-Professor Ted Martins, und nahm von 1963 bis 1975 an Mathematik-Workshops in verschiedenen afrikanischen Städten teil.
Zwischen 1954 und 1957 unterrichtete sie Mathematik an der Queen’s School in Ede, bevor sie mit Unterstützung des nigerianischen Head of Service in die Vereinigten Staaten ging. Nach ihrer Promotion kehrte sie nach Nigeria zurück und arbeitete zwei Jahre lang als Postdoktorandin am Institut für Erziehungswissenschaften der University of Ibadan. 1965 wurde sie als Lecturer I für Mathematikdidaktik an die University of Lagos berufen, wo auch ihr Ehemann tätig wurde. Sie wurde 1968 zur Senior Lecturer und 1974 zur Associate Professor befördert. Von 1975 bis 1985 leitete sie das Institute of Education der University of Lagos. Darüber hinaus war sie von 1979 bis 1985 Vorsitzende des Lagos State Examinations Board. 1994 hielt sie die Distinguished Annual Lecture am National Institute for Policy and Strategic Studies in Kuru, in der sie die Rolle der nigerianischen Universitäten als Instrumente des gesellschaftlichen Wandels betonte.
Im Jahr 1963 heiratete sie den Politikwissenschaftler Professor Babatunde Williams, mit dem sie fünf Kinder bekam.

## Werk
Alele-Williams war eine Vorreiterin der modernen Mathematikdidaktik in Afrika und setzte sich für einen problemorientierten Unterricht ein, der auf aktives Lernen statt reines Auswendiglernen setzte. Ihre Dissertation setzte sich mit dem kolonial geprägten Bildungssystem Nigerias auseinander und rief für eine stärkere Eigenständigkeit der Bildungsinstitutionen im postkolonialen Kontext auf.
Als Mitglied des African Mathematics Program war sie federführend an der Entwicklung der Entebbe Mathematics Series beteiligt, den Mathematikunterricht an afrikanischen Schulen reformierte. Die dutzende Bände umfassende Serie wurde zunächst in experimentellen Schulklassen getestet und erlangte durch Elterninitiative rasch breite Akzeptanz.
1974 veröffentlichte sie das Werk Modern Mathematics Handbook for Teachers, das als praxisnaher Leitfaden für Lehrkräfte beim Übergang zum neuen Lehrplan diente.
Sie erkannte früh die Herausforderungen im Bildungssektor und stellte fest, dass es schwieriger sei, Lehrhaltungen zu verändern als Inhalte zu vermitteln. Sie galt als eine engagierte Reformerin und klagte noch 2017 gegen den Staat, um bessere Ausbildungsbedingungen für Lehrkräfte durchzusetzen.
Als erste weibliche Vizekanzlerin Nigerias übernahm sie 1985 die Leitung der University of Benin und führte dort strukturelle Reformen durch, darunter die Einführung von Studiengängen in Informatik und moderne IT-Ausstattung. Ihre Amtszeit war geprägt von mutigem Vorgehen gegen Korruption und sogenannten „Kults“, studentischen Geheimbünden, die Gewalt an Universitäten verbreiteten. Ihre administrative Kompetenz und ihr Einsatz gegen diese Gruppen gelten als vorbildhaft und hatten landesweite Signalwirkung.
Neben ihrer universitären Arbeit engagierte sie sich international, etwa als Mitglied des UNESCO-Gremiums für Bildungsplanung und als Vizepräsidentin der World Organization for Early Childhood Education.
2014 wurde sie mit dem nigerianischen Centenary Award ausgezeichnet. Weitere Ehrungen erhielt sie durch Ehrendoktorwürden der University of Benin (2017) und der University of Ibadan (2018).
Ihre berufliche Laufbahn verband sie stets mit dem Ziel, Frauen Mut zu machen, Führungspositionen zu übernehmen – nicht zuletzt durch ihr eigenes Beispiel. An der University of Lagos führte sie Weiterbildungsprogramme für Grundschullehrerinnen ein. Sie initiierte Zertifikatskurse, die insbesondere älteren Frauen den Berufseinstieg als Grundschullehrerin ermöglichten.
In ihren Veröffentlichungen setzte sie sich für eine stärkere Berücksichtigung afrikanischer Perspektiven in der Mathematikdidaktik ein.

## Auszeichnungen
- 1954: Honours Degree in Mathematik der Universität London
- 1959: Graduate Fellowship Award, University of Chicago, Illinois.
- 1987: Orden des Niger
- Fellow der Mathematical Association of Nigeria
- Fellow der Nigerian Academy of Education
- Verdienstpreisträgerin des Bundesstaates Bendel in Nigeria
- Regional Vice President for Africa der Third World Organization for Women in Science (Science in Africa: Women Leading from Strength AAAS, Washington, 1993)
- Chairwoman of AMUCWMA, African Mathematical Union Commission for Women in Mathematics

## Veröffentlichungen (Auswahl)
- 1971: Report: The Entebbe Mathematics Project, International Review of Education.
- 1974: Dynamics of Curriculum Change in Mathematics – Lagos State Modern Mathematics Project, West African Journal of Education
- 1976: The Development of Modern Mathematics Curriculum in Africa, The Arithmetic Teacher.
- 1986: Education of Women for National Development, Cite journal requires
- Education and Government in Northern Nigeria.
- Education and Status of Nigerian Women.
- Science, Technology and Mathematics (STM) Education for all, Including Women and Girls in African.
- Major Constraints to Women’s Access to Higher Education in Africa.
- The Politics of Administering a Nigerian University.
- Numerical Methods for Initial Value Problems in Ordinary Differential Equations.
- The Political Dilemma of Popular Education: An African Case.